# 국립현대미술관 서울관
국립현대미술관 서울관은 서울특별시 종로구 소격동의 옛 국군기무사령부 터에서 개관한 국립현대미술관의 분관이다.

## 역사
국립현대미술관은 1986년 서울에서 과천으로 이전하였다. 그 후 원래의 덕수궁에 1998년 덕수궁미술관을 개설하여 운영하였다. 국군기무사령부가 이전하기로 결정되면서 미술계는 과천의 교통이 불편하고, 다른 대수요 시설인 서울대공원과 서울경마공원 때문에 교통이 혼잡해지는 점으로 인하여 이전을 추진하여 2009년 1월 확정되었다.
이 부지에는 종친부 건물이 있던 자리여서 원래 자리로 복원해야 된다는 주장이 제기되었고, 종친부를 복원하고 미술관과 공존하는 방향으로 설계가 변경되었다. 2011년 6월 15일 기공식을 가졌다.
2012년 8월 13일 시공 중 화재가 발생해 4명이 죽고 25명이 다쳤다.

## 건축물
서울관의 설계는 국제공모전을 거쳤으며, 엠피아트 콘소시엄의 설계안이 당선되었다. 연면적 52,101m2, 지하3층, 지상 3층 규모로 8개 전시장과 교육시설 및 도서 아카이브를 포함하는 복합문화공간으로 건축되었다.
기능적으로 도심 속에 위치해 일상 속의 미술관과 설치미술 중심의 관람자 중심형 현대 미술관을 지향하고 있다. 건축적으로 전시영역과 교육영역 및 사무영역으로 나눌수 있으며, 종친부와 구기무사 등의 기존 유적과 함께 7개의 동으로 나누어 마당들을 중심으로 분산 배치되어 있다. 외관은 주변 경복궁과 북촌 등의 경관과 조화로운 형태로 분절되었으며, 테라코타 타일을 주재료로 사용하였다.